# Kellen Dunham
Kellen Dunham (Pendleton, Indiana, 18 de junio de 1993) es un baloncestista estadounidense que pertenece a la plantilla de los Capital City Go-Go de la NBA D-League. Con 1,93 metros de estatura, juega en la posición de escolta. 

## Trayectoria deportiva

### Universidad
Jugó cuatro temporadas en los Bulldogs de la Universidad Butler, en las que promedió 14,5 puntos, 2,9 rebotes y 1,3 asistencias por partido, Anotó 1.946 puntos, la tercera mejor marca de la historia de su universidad, ocupando la misma posición en triples anotados, con 299. En su primera temporada fue incluido en el mejor quinteto rookie de la Atlantic 10 Conference, y tras cambiar de conferencia, en 2014 fue incluido en el segundo mejor quinteto de la Big East Conference, mientras que al año siguiente lo era en el mejor.

### Profesional
Tras no ser elegido en el Draft de la NBA de 2016, se unió a los Memphis Grizzlies para disputar las Ligas de Verano de la NBA. Firmó contrato con el equipo el 20 de octubre, pero fue despedido al día siguiente. Ocho días después fue adquirido por los Iowa Energy como afiliado de los Grizzlies.